# Wolfgang Maria Siegmund
Wolfgang Maria Siegmund (* 1956 in Graz) ist ein österreichischer Schriftsteller.

## Leben
Nach einem Studium der Rechtswissenschaften ist Siegmund seit 1985 freier Schriftsteller. Er verfasst hauptsächlich Lyrik, Theaterstücke und Hörspiele, gelegentlich auch Essays. Siegmund war in Graz Mitglied der Gruppe „Nebelhorn“. Er lebt heute in Pörtschach am Wörthersee und Villach in Kärnten.
Wolfgang Maria Siegmund erhielt für fünf seiner Stücke das „Österreichische Dramatikerstipendium des Bundesministeriums“, weiters Stipendien für Berlin, Triest und Venedig, sowie mehrere Preise.
Manchmal steht er auch mit der Blues-Harp auf einer Bühne.

## Werke

### Prosa
- Männerb(r)uch. Graz, Leykam 2009
- Schäm dich, Europa. Graz, Styria 2013
- Von der Sehnsucht nach dem Guten in der Kunst. Ein Gespräch unter Bildern. poetische philosophie. Wien, Passagenverlag 2025

### Lyrik
- Der verdünnte Pazifik. Gedichte. Graz, Leykam 1984
- Skizzen für eine Windsbraut. Gedichte. Graz, Leykam 1988
- Irgendwo müssen noch Väter sein. Prosagedichte. Wien, Zsolnay 1990
- Das halbsüße Leben. Poems aus Triest und Venedig. Graz, Leykam 1993
- Adria liegt nicht am Meer. Gedichte. Graz, Leykam 1994

### Dramen
- Das Mädchen des Poeten, Uraufführung am Wiener Volkstheater im Großen Haus, 1995
- Eine Liebe im Krieg, Uraufführung an der Studiobühne Villach 1995
- Coco & Peggy, Ritz und Revolution (Dramatikerstipendium des Bundesministeriums 2002)

### Hörspiele
- 1985: Pegasus wünscht sich einen Borsalino – Regie: Lucas Cejpek (ORF Steiermark)
- 1986: Erde, geknickter Strauch (ORF)
- 1987: Spätsommertage auf Kalliste (ORF)
- 1989: Über der Mohnbucht (ORF)
- 1991: Das pralle Herz der Aeronauten (ORF)
- 1994: Das Mädchen des Poeten (ORF)
- 1999: Männer am Jahrtausend-Ende (ORF)
- 2001: Das kurze Leben der Idealisten (ORF)

## Preise
- Förderungspreis der Stadt Graz
- Theodor Körner Preis
- Landespreis für Volkstheaterstücke des Landes Baden-Württemberg